# Presidente do Afeganistão
O Presidente da República Islâmica do Afeganistão é o mais alto cargo do poder executivo do Afeganistão e comandante em chefe das Forças Armadas do Afeganistão. Após o então presidente Ashraf Ghani, vencedor das eleições de 2019, fugir para o exílio em 15 de agosto de 2021, após a queda de Cabul para o Talibã, a posição de presidente segue vaga e sob disputa.
O cargo de presidente do Afeganistão foi criado em 1973, sendo Mohammed Daoud Khan o primeiro ocupante do cargo, logo após um golpe de Estado contra o xá Maomé Zair Xá. O presidencialismo durou até 1992, quando uma guerra civil estourou no país e a nação se converteu no Estado Islâmico do Afeganistão, que mais tarde seria reconhecido como Emirado Islâmico do Afeganistão, governado pelo Talibã. Após a queda do governo liderado pelo Talibã, em 2001, a república foi restaurada.
O Presidente afegão é eleito com mais de 50% dos votos expressos pelos eleitores, por sufrágio universal.

## Processo de elegibilidade
O processo de elegibilidade do Presidente afegão (também aplicado aos vice-presidentes) é regido pelos artigos 61 e 62 da Constituição afegã:
- Possuir exclusivamente cidadania afegã e ser filho de afegãos;
- Ser muçulmano;
- Deve ter a idade igual ou superior a quarenta anos;
- Não deve ter sido condenado por crimes contra a humanidade, ato criminoso ou privação de direitos civis por tribunal.

## Deveres
Os deveres do Presidente são determinados pelo artigo 64 da Constituição, os principais deveres são:
- Supervisionar a implementação da Constituição;
- Declarar guerra e paz com o autorização da Assembleia Nacional;
- Tomar as decisões necessárias para defender a integridade territorial e preservar a independência;
- Inaugurar as sessões da Assembleia Nacional.
- Aceitar as renúncias de vice-presidentes da República;
- Nomear os Ministros, o Procurador-Geral, o Chefe do Banco Central, o Diretor de Segurança Nacional, podendo destituí-los ou aceitar sua renúncia;
- Nomear os juízes do Supremo Tribunal;
- Nomear, aposentar e aceitar a demissão e demissão de juízes, oficiais das forças armadas, polícia, segurança nacional e funcionários de alto escalão, de *acordo com as disposições da lei;
- Nomear embaixadores afegãos e aceitar credenciais de embaixadores ou representantes estrangeiros;
- Sancionar leis, bem como decretos judiciais;

## Vice-presidência
O Afeganistão possui dois vice-presidentes, ambos nomeados pelo Presidente. O artigo 67 da Constituição determina que em caso de renúncia, impeachment ou morte do Presidente, bem como doença incurável que impeça o desempenho das funções, o primeiro vice-presidente assumirá as autoridades e funções do Presidente. Na ausência do primeiro vice-presidente, o segundo vice-presidente deverá assumir tais funções.

## Presidentes do Afeganistão
Os Presidentes da República Islâmica do Afeganistão, que foi estabelecida em 2004:

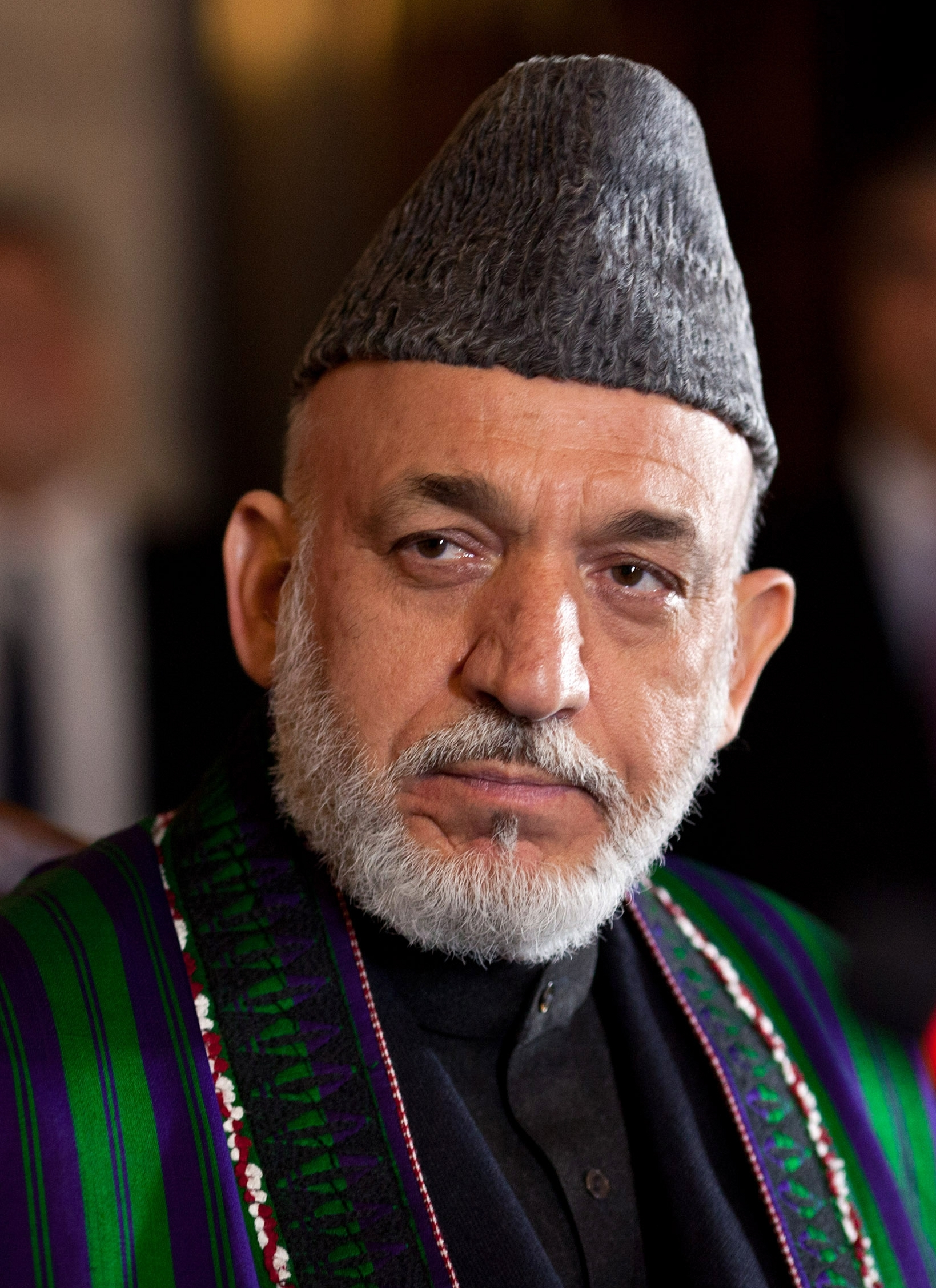
Hamid Karzai 2004-2014
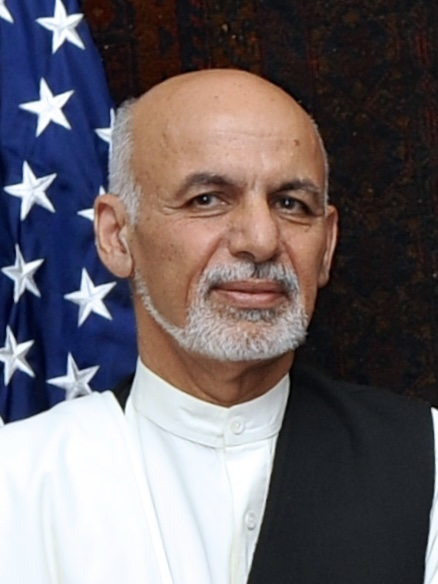
Ashraf Ghani 2014-2021

### Situação atual
Após a ofensiva de verão do Talibã em 2021 e a queda de Cabul em agosto, o ex-presidente Ashraf Ghani partiu para o exílio, inicialmente no Tajiquistão em 15 de agosto de 2021. Após a fuga de Ghani do país, o Talibã ocupou o palácio presidencial. Dois dias mais tarde, o ex-vice presidente Amrullah Saleh se declarou o presidente. O atual Emir do Talibã, Hibatullah Akhundzada, seria o de facto líder do país após a queda de Cabul.

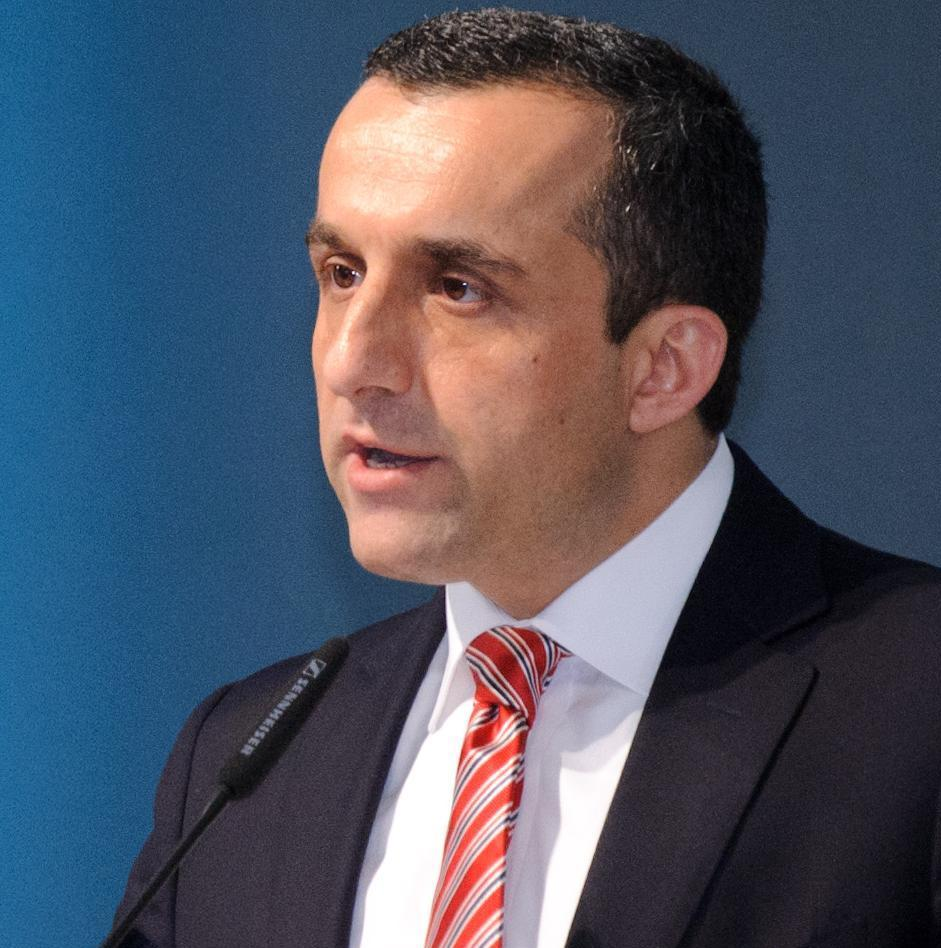
Amrullah Saleh, vice-presidente de Ghani, reivindica a presidência desde 17 de agosto